# عدي الصيفي
عدي الصيفي (26 مايو 1986 - ) لاعب كرة قدم أردني  هو أحد لاعبي هجوم نادي النصر الكويتي ويلعب مع المنتخب الأردني لكرة القدم.
يعتبر أغلى لاعب أردني بانتقاله إلى الدوري اليوناني مع شكودا اليوناني في صفقة بلغت قيمتها مليون دولار أمريكي. ثم انتقل إلى نادي أيك لارنك القرصي ، ثم انتقل إلى نادي السالمية الكويتي على سبيل الإعارة ثم إلى القادسية والعربي والفحيحيل وأخيرا نادي النصر.

## حياته الخاصة
متزوج ورزق بطفلة سماها «ألمى».

## وصلات خارجية
- عدي الصيفي على موقع الاتحاد الدولي (مؤرشف)  (الإنجليزية)
- عدي الصيفي على موقع قاعدة بيانات كرة القدم.إي يو (الإنجليزية)
- عدي الصيفي على موقع ناشيونال فوتبول تيمز (الإنجليزية)
- عدي الصيفي على موقع Soccerway.com (الإنجليزية)
- عدي الصيفي على موقع كووورة
- نسخة محفوظة 2 يونيو 2012 على موقع واي باك مشين.